# 플랑크 각진동수
플랑크 각진동수는 ωP로 표현되는 각진동수의 플랑크 단위이다.
{\displaystyle w_{p}={\frac {1}{t_{p}}}={\sqrt {\frac {c^{5}}{\hbar G}}}\approx } 1.85487 × 1043 s-1(Hz)
조건
c는 진공의 빛의 속도
{\displaystyle \hbar }는 디랙 상수 (환산 플랑크 상수)
G는 중력 상수

## 같이 보기
- 플랑크 상수